# Max Deubel
Max Deubel (Wiehl, 5 februari 1935) is een voormalig Duits motorcoureur. Hij werd samen met zijn bakkenist Emil Hörner wereldkampioen in de zijspanklasse in de seizoenen 1961, 1962, 1963 en 1964.

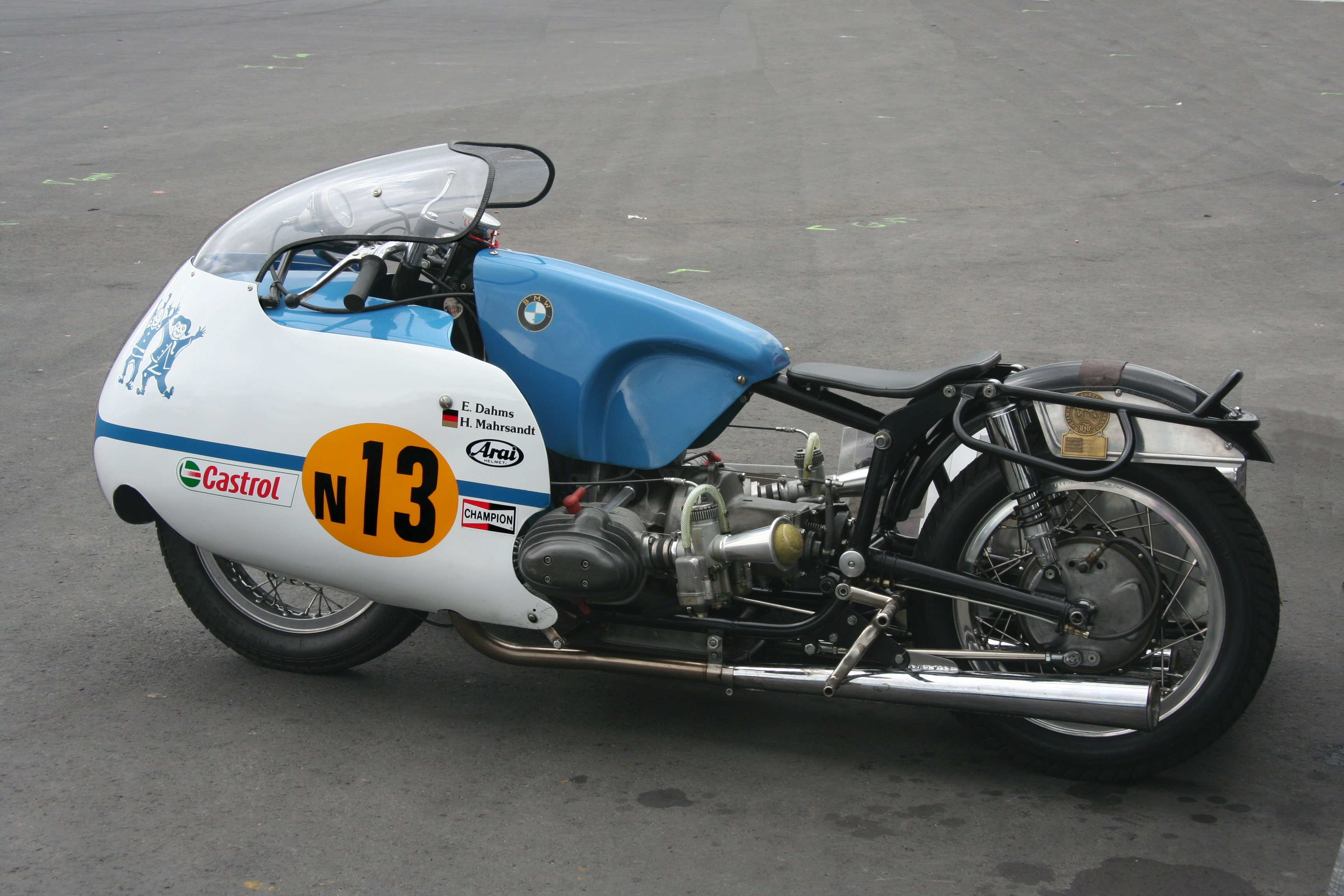
Replica van de zijspanracer van Deubel/Hörner uit 1961, met de "Max und Moritz" poppetjes op de stroomlijnkuip

Max Deubel begon in 1955 met het racen in de zijspanklasse toen hij de zijspancombinatie van Walter Schneider kon overnemen omdat Schneider een nieuwe BMW RS 54 had gekocht. Als bakkenist van Deubel trad zijn collega Horst Höhler op. In het eerste jaar vielen ze echter voortdurend uit door pech of door stuurfouten. In juli 1957 wonnen ze een race bij de Neunkirchner Dreiecksrennen. Daarna trad Deubel enige tijd op als "chauffeur" van Rolf Amfaldern nadat de combinatie Josef Knebel/Rolf Amfaldern tijdens de training voor de TT van Assen in 1957 gecrasht was waarbij Josef Knebel het leven verloren had.
In 1958 reed hij zijn enige solorace. Met een 125 cc Mondial werd hij tweede in de beginnelingenklasse tijdens de Eifelrennen op de Nürburgring. Met bakkenist Horst Höhler werd hij in 1959 tweede op het Schleizer Dreieck, achter Fritz Scheidegger/Horst Burkhardt. Deze race werd echter vervroegd afgebroken door een reeks ongelukken die ervoor zouden zorgen dat de zijspannen hier 33 jaar lang niet zouden rijden. Deubel/Höhler mochten zonder licentie nog niet in alle races van het wereldkampioenschap wegrace rijden, maar wel in de GP van Duitsland op de Hockenheimring. Hier werden ze derde achter Florian Camathias/Hilmar Cecco en Walter Schneider/Hans Strauß. Met hun enige vier punten eindigden ze als achtste in het wereldkampioenschap.
In 1960 hadden Deubel/Höhler hun licentie en voor het eerst konden ze een volledig WK-seizoen rijden. Hun beste resultaat was de vierde plaats op de Solitudering en ze eindigden als zesde in het wereldkampioenschap. Het kampioenschap werd geheel beheerst door Helmut Fath en Alfred Wohlgemut, die vier van de vijf wedstrijden wonnen.
Fath/Wohlgemut wonnen ook de openingsrace van 1961 in Montjuïc Park, maar nog voor de tweede Grand Prix verongelukte Alfred Wohlgemut tijdens de Eifelrennen. Helmut Fath moest jaren herstellen voor hij weer kon racen. Florian Camathias, die zijn meningsverschil met Hilmar Cecco had bijgelegd waardoor ze weer een team vormden, was ook een van de favorieten voor de titel, maar Cecco was nog voor de start van het seizoen in Modena verongelukt. Camathias was zo zwaar gewond dat hij het hele seizoen niet meer kon starten. Daarmee was de hele Duits/Zwitserse zijspantop uitgeschakeld, behalve het duo Scheidegger/Burkhardt, die al sinds 1957 een team vormden en elk jaar hoger eindigden. In 1960 waren ze tweede geworden. Belangrijk voor Max Deubel was echter dat fabrieksrijder Walter Schneider in 1959 gestopt was, en zijn BMW RS 54 werd door de fabriek naar Deubel doorgeschoven. In 1961 trad Deubel aan met een nieuwe bakkenist: Emil Hörner. Ze noemden zich "Max und Moritz", naar de kwajongens uit de boeken van Wilhelm Busch. De tekening van Max und Moritz sierde ook de stroomlijnkuip van hun zijspancombinatie. Deubel/Hörner wonnen drie races (Duitsland, Frankrijk en Assen), hun enige overgebleven concurrenten Scheidegger/Burkhardt slechts twee en daarmee haalden Max Deubel en Emil Hörner hun eerste wereldtitel binnen.
In 1962 was Horst Burkhardt overgestapt in het zijspan van Florian Camathias, maar hij moest zijn carrière voortijdig beëindigen toen hij tijdens de Sidecar TT uit het zijspan was gevallan. Camathias kreeg toen hulp van de Brit Harry Winter, waarmee hij het seizoen afmaakte. Deubel en Hörner openden het seizoen sterk met overwinningen in Spanje en Frankrijk. In de Sidecar TT vielen ze uit, in Assen werden ze tweede, in België derde en ze wonnen hun thuis-Grand Prix. Daardoor werden ze ook in 1962 wereldkampioen, vóór Camathias/Burkhardt/Winter.
In 1963 ging het in de zijspanklasse nog steeds alleen tussen BMW-combinaties. Camathias/Herzig gebruikten de "FCS" (Fath Camathias Special), feitelijk ook een BMW die door Helmut Fath onder handen was genomen. De Spaanse GP werd gewonnen door Deubel met Otto Kölle/Dieter Hess op de tweede en Camathias op de derde plaats. In Duitsland won Camathias vóór Deubel en Frankrijk werd door de regen afgelast. Daarna won Camathias zijn enige Sidecar TT, een overwinning waar hij erg trots op was. Deubel werd slechts achtste, wellicht omdat hij met invaller Barry Dungsworth moest rijden nadat Emil Hörner geblesseerd was geraakt. In Assen was Hörner weer fit en Deubel/Hörner wonnen daar terwijl Camathias slechts derde werd achter Fritz Scheidegger/John Robinson. Toen Camathias in België uitviel hadden Deubel en Hörner aan de tweede plaats (achter Scheidegger/Robinson) genoeg voor de wereldtitel. Camathias/Herzig werden in het kampioenschap tweede en Scheidegger/Robinson derde.
Florian Camathias en Roland Föll begonnen voortvarend aan het seizoen 1964 met een overwinning in Spanje met hun Gilera-viercilinder. Verder dan deze acht punten reikte het echter niet meer. Föll reed tegen de zin van Camathias ook in een aantal soloklassen en verongelukte tijdens de 125cc-training in Assen op 26 juni. Toen had Camathias al enkele wedstrijden met Alfred Herzig als bakkenist gereden, maar zonder punten te halen. Zijn FCS, die hem in 1963 nog naar de tweede plaats van het kampioenschap had gebracht, had hij verkocht aan Colin Seeley, die er in 1964 derde mee werd. Camathias eindigde op de zevende plaats, maar zijn pechseizoen was nog lang niet voorbij. Op 30 augustus kregen hij en Herzig weer een ernstig ongeluk op de AVUSring. Hun combinatie stond dwars op de baan en zowel Max Deubel als Georg Auerbacher konden haar niet meer ontwijken. Camathias en Herzig raakten ernstig gewond en Alfred Herzig verloor uiteindelijk een been. Op 1 oktober was Camathias voldoende hersteld en reed hij een internationale race in Zaragoza, maar ook hier slipte hij naast de baan en moest hij worden opgenomen met een zware hersenschudding en enkele gebroken ribben. De titel ging met enig gemak naar Deubel/Hörner met hun BMW, die in de laatste race op de Solitudering nog een gevecht leverden met Scheidegger/Robinson, maar om de titel zeker te stellen genoegen namen met de tweede plaats. Scheidegger werd tweede in het kampioenschap.
In 1965 wonnen Deubel/Hörner weliswaar twee GP's, maar Scheidegger/Robinson wonnen er vier en werden wereldkampioen. Deubel/Horner eindigden wel als tweede in de eindstand.

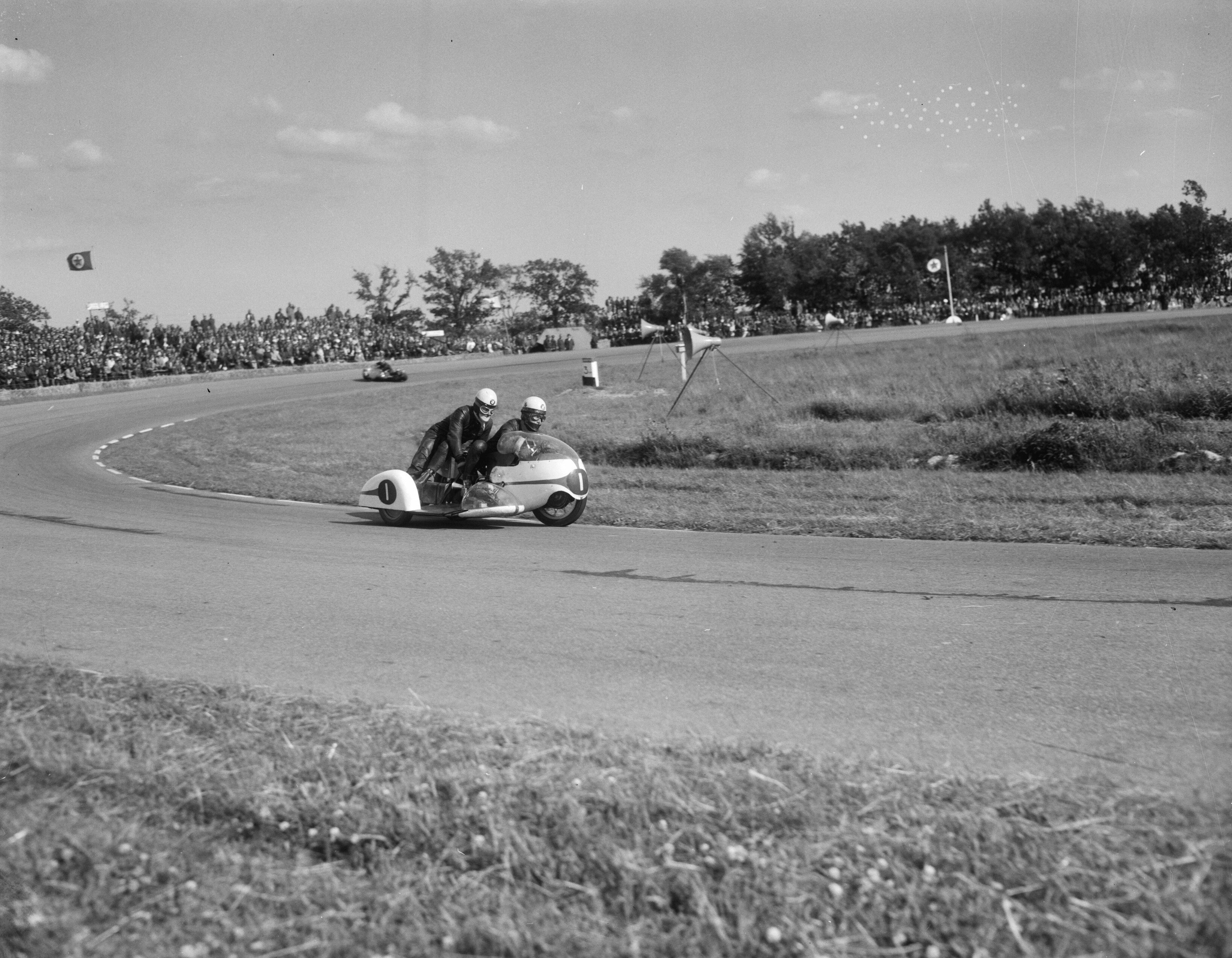
Max Deubel en Emil Hörner tijdens de TT van Assen van 1965

Hoewel BMW al jaren geen fabriekssteun meer verleende, kregen zowel Fritz Scheidegger als Max Deubel begin 1966 elk twee nieuwe korteslag BMW-blokken. De Spaanse zijspan-Grand Prix werd door de organisatie geschrapt, wat voor Max Deubel een reden was te verklaren dat hij na het seizoen 1966 zou gaan stoppen. Montjuïc Park was namelijk een van de weinige circuits waar een rechts gemonteerd zijspan, zoals dat van Deubel, in het voordeel was. Inderdaad was Deubel het hele seizoen kansloos tegen Scheidegger. Die won alle vijf GP's, Deubel/Hörner werden vier keer tweede en een keer derde.
Alleen bij de Sidecar TT leek het er lang op dat Deubel/Hörner alsnog tot winnaar zouden worden verklaard. Het was ook een spannende race tussen de twee beste zijspancombinaties, die aanvankelijk door de organisatie achter de groene tafel in het voordeel van Deubel beslist werd. Deubel had in 1966 geen enkele overwinning behaald maar was gedreven zijn allerlaatste Grand Prix winnend af te sluiten. Hij had de Sidecar TT al drie keer gewonnen, Scheidegger nog nooit. Scheidegger draaide in de training zijn motor stuk en moest een reserveblok monteren, wat de kansen voor Deubel vergrootte. Bovendien had Deubel de snelste trainingstijd gereden. Scheidegger startte vijf minuten na Deubel door de gebruikelijke interval-start bij de TT. Deubel/Hörner draaiden de snelste raceronde en bij het ingaan van de derde en laatste ronde lagen Scheidegger/Robinson 15 seconden achter hen. De strijd om de tweede plaats ging zelfs tussen Auerbacher/Kalauch en Seeley/Rawlings. Deubel deed het in de laatste ronde op advies van zijn pitcrew iets rustiger aan. Scheidegger leek echter juist vleugels te krijgen en won de race met de tot dan toe kleinste marge ooit: 0,8 seconde. De interval-start was hier duidelijk in het nadeel: bij een rechtstreeks gevecht met Scheidegger had Deubel het gevaar onderkend en zeker gewonnen, maar nu wist hij niet beter dan dat zijn voorsprong ruim voldoende was en pas vijf minuten na zijn eigen finish ontdekte hij dat hij níet had gewonnen. Deubel werd echter geholpen door de organisatie, die vier uur na de wedstrijd besloot Scheidegger te diskwalificeren vanwege het tanken bij een gewoon Esso-tankstation en niet met de door de organisatie verstrekte benzine te rijden. Scheidegger protesteerde maar zijn protest werd onmiddellijk afgewezen door de grotendeels Britse jury. Tijdens het FIM-congres in oktober 1966 werd Scheidegger in ere hersteld en alsnog tot winnaar van de Sidecar TT verklaard.
Max Deubel en Emil Hörner waren het enige zijspan-equipe dat vier keer achter elkaar wereldkampioen was geworden. Bovendien waren ze in hun twee laatste jaren tweede geworden. Ze waren zes keer kampioen van Duitsland.
Max Deubel had al in 1961 aan zijn ouderlijk huis een restaurant gebouwd onder de naam "Zum schnellen Max". Na zijn huwelijk in 1966 werd het restaurant uitgebreid met gastenkamers en een kegelbaan, maar nu onder de naam "Sporthotel Deubel", dat sinds 1972 verpacht is. Van dat jaar tot 1998 was Max Deubel vertegenwoordiger van de Erzquell-Brauerei in Bielstein.
Hij bleef aan de motorsport verbonden. Voor de Oberste Motorradsport-Kommission, de voorganger van de Deutscher Motor Sport Bund, de ADAC en de FIM vervulde hij diverse functies.
In 1962 kreeg hij samen met Emil Hörner het "Zilveren Laurierblad", de hoogste sportonderscheiding van Duitsland. Van de ADAC kreeg hij het "Sportabzeichen in Gold mit Brillanten" en in 1986 de "Ewald-Kroth-Medaille in Gold mit goldenem Kranz".

## Wereldkampioenschap wegrace resultaten
(Races in cursief geven de snelste ronde aan, punten (tussen haakjes) zijn inclusief streepresultaten)
| Jaar | Klasse  | Bakkenist                    | Motorfiets      | 1     | 2       | 3       | 4     | 5       | 6     | 7     | Punten  | Plaats | Overwinningen |                                                            | Wereldkampioen |
| ---- | ------- | ---------------------------- | --------------- | ----- | ------- | ------- | ----- | ------- | ----- | ----- | ------- | ------ | ------------- | ---------------------------------------------------------- | -------------- |
| 1959 | Zijspan | Horst Höhler                 | BMW RS 54-Steib | FRA - | IOM -   | DUI 3   | NED - | BEL -   |       |       | 4       | 8e     | 0             | Walter Schneider/ Hans Strauß, BMW RS 54-Steib             |                |
| 1960 | Zijspan | Horst Höhler                 | BMW RS 54-Steib | FRA 4 | IOM DNF | NED 6   | BEL - | DUI 4   |       |       | 7       | 6e     | 0             | Helmut Fath/ Alfred Wohlgemuth, BMW RS 54-Steib            |                |
| 1961 | Zijspan | Emil Hörner                  | BMW RS 54-Steib | SPA - | DUI 1   | FRA 2   | IOM 1 | NED 1   | BEL 2 |       | 30 (36) | 1e     | 3             | Max Deubel/ Emil Hörner, BMW RS 54-Steib                   |                |
| 1962 | Zijspan | Emil Hörner                  | BMW RS 54-Steib | SPA 1 | FRA 1   | IOM DNF | NED 2 | BEL 3   | DUI 1 |       | 30 (34) | 1e     | 3             | Max Deubel/ Emil Hörner, BMW RS 54-Steib                   |                |
| 1963 | Zijspan | Emil Hörner/Barry Dungsworth | BMW RS 54-Steib | SPA 1 | DUI 2   | IOM 8   | NED 1 | BEL 2   |       |       | 22 (28) | 1e     | 2             | Max Deubel/ Emil Hörner/ Barry Dungsworth, BMW RS 54-Steib |                |
| 1964 | Zijspan | Emil Hörner                  | BMW RS 54-Steib | SPA 4 | FRA 2   | IOM 1   | NED 4 | BEL 1   | DUI 2 |       | 28 (34) | 1e     | 2             | Max Deubel/ Emil Hörner, BMW RS 54-Steib                   |                |
| 1965 | Zijspan | Emil Hörner                  | BMW RS 54-Steib | DUI - | SPA 1   | FRA 3   | IOM 1 | NED DNF | BEL 2 | NAT - | 26      | 2e     | 2             | Fritz Scheidegger/ John Robinson, BMW RS 54-Steib          |                |
| 1966 | Zijspan | Emil Hörner                  | BMW RS 54-Steib | DUI 2 | FRA 3   | NED 2   | BEL 2 | IOM 2   |       |       | 18 (28) | 2e     | 0             | Fritz Scheidegger/ John Robinson, BMW RS 54-Steib          |                |